# Takeshi Nakashima
Takeshi Nakashima (født 5. januar 1976) er en tidligere japansk fodboldspiller.
Han har spillet for flere forskellige klubber i sin karriere, herunder Urawa Reds og Avispa Fukuoka.